# Paul Quinichette
Paul Quinichette, ps. „Vice Prez”, „Vice President”, „Lady Q” (ur. 17 maja 1916 w Denver, zm. 25 maja 1983 w Nowym Jorku) – afroamerykański saksofonista jazzowy.

## Życiorys
W dzieciństwie pobierał lekcje gry na klarnecie i saksofonie altowym, ale ostatecznie wybrał saksofon tenorowy. Już jako nastolatek wzorował się na grze Lestera Younga. Potem – już jako dorosły muzyk – brzmiał niczym kopia swojego saksofonowego idola. Stąd też pochodzą jego przydomki: „Vice President” i „Vice Prez” (Younga zwano „The President” lub „Prez”). Natomiast sam Young nazywał go „Lady Q” i nie był to komplement.
Ukończył studia muzyczne na University of Denver. W okresie nauki grał z lokalnymi zespołami, a podczas wakacji jeździł w trasy koncertowe z orkiestrami Nata Towlesa i Lloyda Huntera. Później, od końca lat 30. do 1942 grał w zespołach Shorty’ego Sherocka i Erniego Fieldsa. W latach 1942–1944 był członkiem orkiestry Jaya McShanna. Od 1945 do 1947 występował na Zachodnim Wybrzeżu z jumpbluesowymi orkiestrami Johnny’ego Otisa i Louisa Jordana, z którego zespołem wyjechał do Nowego Jorku. W 1947 wystąpił w epizodzie w westernie muzycznym pt. Look-Out Sister, w którym rolę główną zagrał Jordan. W latach 1948–1951 pracował z formacjami „Lucky’ego” Millindera, „Reda” Allena, „Hot Lips” Page’a.
W 1951 dołączył do Counta Basiego, który wtedy reaktywował swój big-band po niepowodzeniach komercyjnych małego zespołu. Przyszedł na miejsce Lestera Younga. Grał z Basiem przez dwa lata, zyskując instrumentalną renomę. W 1954 zaczął nagrywać jako lider w nowo powstałej wytwórni jazzowej EmArcy, filii Mercury Records. Założył również własny zespół.
W 1955 współpracował z „Królem Swingu” Bennym Goodmanem, pianistą Natem Pierce’em oraz nagrywał z wokalistką Billie Holiday, saksofonistą Johnem Coltrane’em, późniejszym luminarzem awangardy jazzowej, a we wcześniejszym czasie nawet swoim instrumentalnym alter ego – Lesterem Youngiem. Następnie występował głównie z własnymi grupami. Ponadto nagrywał płyty, zarówno jako lider, jak sideman.
Pod koniec lat 50. porzucił muzykę ze względu na zły stan zdrowia. Pracował w Nowym Jorku jako monter elektryk. W 1977 postanowił wznowić karierę muzyka. Występował z pianistami Sammym Price’em, Brooksem Kerrem i saksofonistą Buddym Tate’em, ale po niedługim czasie dolegliwości zdrowotne zmusiły go do definitywnego przejścia na emeryturę.
Zmarł w Nowym Jorku. Miał 67 lat.

## Dyskografia
- 1954
  - Sequel (EmArcr)
  - The Vice „Pres” (EmArcy)
  - Pres Meets Vice Pres – Paul Quinichette–Lester Young (EmArcy))
- 1955 Moods (EmArcy)
- 1956
  - Bennie Green and Paul Quinichette – Blow Your Horn (Decca))
  - The Kid From Denver (Dawn)
- 1957 On the Sunny Side (Prestige)
- 1958 
  - Charlie Rouse–Paul Qunichette – The Chase Is On (Bethlehem)
  - For Basie – Paul Qunichette–Shad Collins–Freddie Green–Walter Page–Jo Jones–Nat Pierce  (Prestige)
  - Basie Reunion – Paul Qunichette–Buck Clayton–Shad Collins–Jack Washington–Freddie Green–Eddie Jones–Joe Jones–Nat Pierce (Prestige)
- 1959
  - Cattin’ with Coltrane and Quinichette (Prestige)
  - Like Basie! (United Artists)
- 1974 Prevue – Brooks Kerr-Paul Quinichette Quartet (Famous Door)
- 1976 Buddy Tate–Paul Quinichette–Jay McShann – Kansas City Joys (Sonet)
- 1977 Paul Gonsalvez–Paul Quinichette–Orchestre G. „Dave” Pochonet (Communication)
- 2024 Paul Quinichette – The Vice „Pres” – Legendary Sessions 1951-1954 (Fresh Sound) – 2 CD